# 大坂まり
大坂 まり（おおさか まり、1996年4月3日 - ）は、大阪府大阪市中央区出身の元プロテニス選手。実父はハイチ出身、実母は日本人。同じくプロテニス選手の大坂なおみは実妹。WTAランキング最高位はシングルスが289位、ダブルスは907位である。

## 来歴
2017年9月の東レ・パンパシフィック・オープンに主催者推薦で妹のなおみと組んでダブルスに出場したが、1回戦で二宮真琴＆レナタ・ボラコバ組に 5–7, 4–6 で敗れた。
2021年3月8日に現役引退を表明。その時点での世界ランキングは340位だった。
現在は、デザイナーとして活動中。